# Juana Ruiz Sánchez
Juana Ruiz Sánchez, amb el nom de casada de Juani Rishmawi (1958) és una cooperant espanyola a Palestina.
Resident a la localitat de Beit Sahour, a la província de Betlem, a la Cisjordània ocupada, des de 1984, i casada amb un palestí cristià, Elías Rismawi, treballa des de fa dècades com a coordinadora de projectes dels 'Comitès de Treballs per a la Salut' -Health Work Committees- (HWC), una ONG palestina que proveeix ajuda a la població en matèria de salut i desenvolupament al mateix temps que lluita pels seus drets. El dia 13 d'abril de 2021, a les 5.45 del matí, 20 soldats israelians es van presentar al domicili de Juana Ruiz a la localitat cisjordana de Beit Sahour, prop de Betlem i van procedir a la seva detenció i empresonament en un centre de detenció proper a la Franja de Gaza. El jutge que instrueix el cas va prolongar el seu interrogatori, sense càrrecs. Prèviament, a la matinada el 8 de març de 2021, l'exèrcit israelià intervení l'oficina central de Health Work Committees (HWC), l'organització sanitària en la qual treballa Juana Ruiz, a la ciutat d'Al Bireh, detenint al responsable del Departament de Comptabilitat de HWC, Tayseer Abu Sharbak. Més tard va ser detingut Saeed Abbad, antic responsable d'aquest Departament. L'Exèrcit l'acusa de ser sospitosa d’un presumpte pla de blanqueig de diners que va ajudar a finançar el Front Popular per a l'Alliberament de Palestina (FPLP), un grup polític considerat terrorista per Israel, els EUA i la Unió Europea. Diverses organitzacions polítiques i sindicals espanyoles, entre les quals figuren Esquerra Unida i els sindicats UGT i CCOO van sol·licitar el 25 d'abril el seu alliberament a les autoritats israelianes.